# 塔宾曲霉
塔宾曲霉（学名：Aspergillus tubingensis）是属于散囊菌目发菌科曲霉属的一种真菌，可生长在土壤、哈密瓜、伞菌、牛粪等基物上。该种分布于中国、欧洲、印度等地。